# Nancy Marie Brown
Nancy Marie Brown (née en 1960) est une auteure américaine ayant écrit cinq livres hors fiction. Dans The Far Traveler: Voyages of a Viking Woman, elle a reconstitué la vie de Gudrid (né vers 980), un voyageur islandais connu à travers les sagas du Vinland. Son livre Song of the Vikings: Snorri and the Making of Norse Myths est élu Book of the Year 2012 par le Times Literary Supplement, et concerne Snorri Sturluson (1179-1241), un poète, historien et homme d'État islandais. Dans son livre de 2015, Ivory Vikings, the Mystery of the Most Famous Chessmen in the World and the Woman Who Made Them elle soutient que Margret l'Adroit a créé les figurines de Lewis.

## Publications
- The Abacus and the Cross: The Story of the Pope Who Brought the Light of Science to the Dark Ages, 2010.
- Mendel in the Kitchen: A Scientist's View of Genetically Modified Food (avec Nina Fedoroff), 2004.
- A Good Horse Has No Color: Searching Iceland for the Perfect Horse, 2001.